# Dworzak von Kulmburg
Dworzak von Kulmburg je šlechtický rod, jehož zakladatelem byl Josef Cyrill Dworzak, kterého do  prostého šlechtického stavu s predikátem von Kulmburg povýšil rakouský císař Ferdinand V. dne 6. února 1840. Císař ocenil dlouholeté zásluhy, zejména účast v bitvě u Chlumce a Přestanova v roce 1813 (Schlacht bei Kulm).

## Erb
Čtvrcený štít. V 1. červeném poli 3 (1, 2) zlaté koule; v 2. modrém poli je doprava vzlétající sokol; v 3. modrém poli na zelené půdě stojí čelem dopředu obrácený muž ve stříbrném brnění, a s přilbou s uzavřeným hledím, v pravé pokrčené ruce drží vztyčené stříbrné kopí, levou ruku má položenou na levém boku; v 4. červeném poli stojí zlatý lev s vyplazeným červeným jazykem, který má v pravé zdvižené tlapě tasený meč se zlatým jílcem napřaženým k ráně. Na štítě spočívá turnajová přilba korunovaná zlatou korunkou. Přikryvadla vpravo červeně-zlatá, vlevo modro-stříbrná. Klenotem jsou tři pštrosí pera – červené, stříbrné, modré.

## Historie rodu

### Josef Cyrill Dworzak
Josef Cyrill Dworzak (8. 3. 1775 Lysice – 25. 11. 1850 Svatý Kopeček u Olomouce) se narodil do rodiny vojáka Daniela Dworzaka a jeho ženy Anny Walpurgy jako jejich prvorozený syn. V roce 1792 byl jako prostý vojín odveden do habsburské armády. Účastnil se 13 vojenských tažení rakouské armády v letech 1793, 1794, 1795, 1796, 1797, 1799, 1800, 1805, 1809, 1812, 1813, 1814 a 1815. Během namáhavé vojenské služby v mnoha polních taženích a bitvách byl dvakrát raněn a natolik se mu zhoršilo zdraví, že za zásluhy a za mimořádně loajální službu v armádě a vůči císařskému domu mu bylo povoleno v roce 1827 vstoupit po 35 letech vojenské služby do penze.

#### Vojenská služba
Pěší pluk č. 29 „Olivier Wallis“ (Infanterie Regiment Nr. 29 „Wallis“):                                                                       
26. 11. 1792 – vojín , 1. 5. 1793 – svobodník, 6. 5. 1797 – kaprál, 16. 9. 1800 – šikovatel                                                                       
Pěší pluk č. 30 „de Ligne“ (Infanterie-Regiment Nr. 30 „de Ligne“), od roku 1815 „Nugent“:                                                                       
k pluku byl převelen 6.7. 1802, 16. 2. 1809 – praporčík, 13. 3. 1809 – podporučík, 1. 9. 1813 – nadporučík, 1. 5. 1822 – kapitánporučík, 8. 2. 1825 – setník, 30. 9. 1827 penzionován.                                                                       
Celkem: 35 let vojenské služby.                                                                                                                                           

#### Tažení a zásluhy
1793:                                                                      
obléhání pevnosti Landau, srážka u vesnice Brumath jižně od Landau                                                                       
1794:                                                                       
počátek července bitva u vesnice Freißbach, v prosinci obrana pevnosti Mohuč                                                                       
1795:                                                                       
v dubnu obrana pevnosti Mohuč, květen-červenec strážní služba v mohučské pevnosti, v říjnu útok z mohučské pevnosti na vesnici Kostheim v jejím předpolí                                                                       
1796:                                                                       
bitva u Malsche 9. 7. (IR 29 bojoval u vesnice Dobel), 20.– 21.7. část IR 29 brání předsunuté pozice u vesnice Unter-Türkheim (dnes součást Stuttgartu), 30. 8. 1796 část IR 29 se účastní bitvy u Geisenfeldu (jižně od Ingolstadtu), 19. 10. bitva u Emmendingen, listopad-prosinec obléhání pevnosti Kehl                                                                       
1797:                                                                       
leden obléhání pevnosti Kehl, 20.–21.4 bitva u vesnice Diersheim                                                                       
1799:                                                                       
Stockach 25.3., IR 29 bojoval u vesnice Wahlwies, Winterthur 27. 5., Curych 4.– 5. 6., útok na Mannheim – Neckarschantze 18. 9.                                                                       
1800:                                                                       
Meßkirch 4.– 5. 5., boje kolem Ulmu 5.– 6. 6., potyčka u Hartburgu červen, potyčka u Neuburgu 27. 6.,  Ampfing 1. 12., Hohenlinden 3. 12., Salzburg 12. 12., Neumarkt prosinec, Kremsmünster 20. 12.                                                                       
1805:                                                                       
pluk IR 30 bojoval v Itálii, nedostal se do žádné větší bitvy                                                                       
1809:                                                                       
tažení proti Varšavskému velkovévodství, bitva u Raszynu 19. 4., potyčky ve Varšavě v červnu, drobné šarvátky u Krakova v červenci                                                                       
1812:                                                                       
tažení s Auxiliárním sborem v Rusku, Niesuchož drobná šarvátka 26. 9.                                                                       
1813:                                                                       
Drážďany 26.– 27.8 (IR 29 do bitvy nezasáhl, stál v záloze, chránil dělostřelectvo), Chlum 30. 8. – útok na Střížovický vrch, útok na Varvažov, Varvažov 17. 9., Lipsko 18. 10. – útok na vesnici Lösing                                                                       
1814:                                                                       
Montereau 18. 2., Macon 11. 3., Lyon 20. 3. – boje v okolí města                                                                       
1815:                                                                       
v červnu strážní služba v Itálii v okolí města Trento, potom byl IR 30 převelen do Francie, ale neúčastnil se žádné bitvy                                                                       

#### Rodina, děti
1) Jeho první manželkou byla Luisa, rozená Valque. Zemřela 2. února 1821 ve Lvově.
- Felizianne Carolina (17. 4. 1819 Lvov, † 1849 Prostějov)
- Marie Josepha (20. 12. 1820 Lvov,  † 25. 6. 1844 Černovír u Olomouce)

2) Podruhé se oženil 12. září 1836 v Olomouci s Pauline Leiter (rozenou Hornisch).
- Rudolf Lucas (18. 10. 1827 Brno, † 1. 3. 1900 Nová Ulice u Olomouce)[5]
- Josepha Aloisia (20. 3. 1830 Brno, † 18. 5. 1830 Brno)

### Rudolf Lucas Dworzak von Kulmburg
Rudolf Lucas Dworzak von Kulmburg (18. 10. 1827 Brno – 1. 3. 1900 Nová Ulice u Olomouce). Stejně jako jeho dědeček i otec byl i on vojákem. Příslušníkem rakouské armády se stal již v roce 1842, kdy byl v 15 letech jako plukovní kadet přijat do řad pěšího pluku č. 54. V hodnosti desátníka bojoval v revolučních letech 1848–1849 nejprve v Itálii (Vicenza 10.-11. června 1848, Somma-Campagna 23. července 1848, Custoza 25. července 1848) a v říjnu 1848 se účastnil obléhání povstalecké Vídně. V roce 1849 byl odvelen do Uher, kde bojoval proti povstalcům v bitvě u Kápolny. Na italském bojišti v hodnosti setníka se ocitl i v roce 1859, kdy se zde proti Rakousku postavilo Piemontské království a Francie. Rozhodující bitvy u Solferina 24. června 1859 se neúčastnil, protože jeho pluk byl pověřen ochranou strategického přístavu Ancona nedaleko Benátek. V Itálii bojoval Rudolf Dworzak von Kulmburg i v roce 1866. V bitvě u Custozy 24. června 1866 byl jako příslušník praporu polních myslivců č. 9. zajat a v italském zajetí strávil dva měsíce. Do penze byl přeřazen v roce 1879 a současně byl povýšen do „čestné hodnosti“ majora (Major ad honores). Zbytek svého života žil v městečku Nová Ulice (Neugasse) u Olomouce (dnes součást Olomouce). Zde byl v roce 1883 zvolen radním obce a v roce 1889 jej radní zvolili starostou. Post starosty se mu podařilo obhájit v dalších čtyřech obecních volbách. Úřad starosty Rudolf Dworzak von Kulmburg nedobrovolně opustil uprostřed čtvrtého volebního období dne 1. března roku 1900, kdy náhle podlehl mrtvici.

#### Vojenská kariéra
pěší pluk č. 54 (Infanterie Regiment Nr.54):
plukovní kadet 10.10. 1842
pěší pluk č. 12 (Infanterie Regiment Nr. 12):
kadet 26.9. 1843
studuje kadetní školu v Olomouci (1845–1848)
pěší pluk č. 56 (Infanterie Regiment Nr. 56):
převelen 1. 10. 1847 
desátník 22. 4. 1848
svobodník 6.7. 1848
poručík II. třídy 1.9. 1848
poručík I. třídy 6.4. 1849
nadporučík 16.7. 1854
setník II. třídy 13.5. 1859
Prapor polních  myslivců č. 27 (k. u. k. Feldjägerbataillon Nr. 27):
převelen 1.11. 1860
setník I. třídy 16.2. 1863
Prapor polních myslivců č. 29 (k. u. k. Feldjägerbataillon Nr. 29):
převelen převelen 1. 6. 1866        
zajat v bitvě u Custozy 24. 6. 1866           
propuštěn ze zajetí 18. 8. 1866
Prapor polních myslivců č. 9 (k. u. k. Feldjägerbataillon Nr. 9 FJgB č. 9)
převelen 18. 8. 1866 
Prapor polních myslivců č. 19 (k. u. k. Feldjägerbataillon Nr. 19):
převelen 9.7. 1870
Prapor polních myslivců č. 33 (k. u. k. Feldjägerbataillon Nr. 33):
převelen ?. ?. 1874 
penzionován 1. 2. 1879 penzionován, ad honores povýšen na majora
Celkem: 37 let vojenské služby.

#### Tažení a zásluhy
1848:
20.–21.5. Vicenza – srážka, 23. 7. Somma Campagna – bitva, 25. 7. Custoza –bitva, 27. 7. Volta – srážka, 5. 8. Milán – potyčka,       12.10.–31.10. obléhání Vídně 
1849:
19.1 Windischacht (předměstí Banské Štiavnice) – bitva, Kápolna 26.2.–27.2. – bitva
1866:
24. 7. Custoza – bitva

#### Rodina, děti
Rudolf Dworzak von Kulmburg se oženil 6. února 1861 v Olomouci s Ludmillou, rozenou Wáwrovou. 
- Wilhelm (* 1. 6. 1862 Olomouc,  † 17. 4. 1937 Linec)
- Rudolf (* 18. 9. 1863 Olomouc)
- Edmund (* 7. 7. 1865 Olomouc, † 25. 8. 1871 Lublaň)
- Richard (* 27. 10. 1868 Skalica)
- Edmund (* 18. 2. 1876 Stockerau)
- Ludmilla (* 15. 6. 1878 Stockerau)

Pokračovateli vojenské tradice v rodině Dworzak von Kulmburg se stali tři nejstarší synové Rudolfa Dworzaka von Kulmburg.

### Wilhelm Dworzak von Kulmburg
Wilhelm Dworzak von Kulmburg (1. 6. 1862 Olomouc – 17. 4. 1937 Linec) zahájil vojenské vzdělávání na nižší vojenské reálce v St. Pölten, potom navštěvoval vyšší vojenskou reálku v Hranicích na Moravě a vojenská studia zakončil na Tereziánské vojenské akademii ve Vídeňském Novém Městě, když z ní byl 18. srpna 1883 vyřazen v hodnosti  poručíka. Dosažené vzdělání jej předurčovalo k zastávání vyšších důstojnických hodností, proto během své vojenské kariéry absolvoval několik odborných kurzů, v nichž se měl seznamovat s novinkami v oblasti vojenství. Musel také absolvovat různá taktická cvičení a vojenské manévry, v jejichž průběhu musel dokázat, že dobře ovládá své povolání. Po vypuknutí první světové války v roce 1914 byl jmenován velitelem pěšího pluku domobrany č. 29 v Českých Budějovicích a bojoval s ním proti Rusům v Haliči až do 12. září 1914, kdy byl během ústupu rakousko-uherských vojsk lehce zraněn v bitvě u Graubingu. Během léčby byl povýšen na plukovníka  a 1. ledna 1915 mu bylo svěřeno velení uherského pěšího pluku č. 83. Velitelem tohoto pluku byl pouhých deset dní, protože 11. ledna 1915 byl jmenován velitelem haličského pěšího pluku č. 40, kterému velel při bojích s Rusy v Karpatech (jeho pluk se vyznamenal při bojích v údolí řeky Laborec).  Na počátku roku byly rakousko-uherské jednotky v Karpatech na konci svých sil a v boji proti Rusům je museli podpořit Němci.S jejich pomocí byla naplánována ofenzíva, které měla z ruského obležená osvobodit významnou rakousko-uherskou pevnost Přemyšl. Tento záměr se nezdařil a pevnost 22. března 1915 kapitulovala. Wilhelm Dworzak von Kulmburg pěšímu pluku č.40 na bojišti v Haliči velel do června 1915,  potom byl odvelen do zázemí k doplňovacím jednotkám. Dne 10. srpna byly jeho vojenské zásluhy a statečnost před nepřítelem odměněny řádem Železné koruny III. třídy s válečnou dekorací. Od srpna 1915 působil plukovník Wilhelm Dworzak von Kulmburg jako velitel doplňovacích praporů v Čechách a v Uhrách. Do výslužby byl přeložen dne 1. srpna 1916 s poznámkou, že je schopen lokální vojenské služby. Po skončení války žil Wilhelm Dworzak von Kulmburg se svou rodinou v Linci v nově vzniklé Rakouské republice. Po zrušení šlechtictví v Rakousku zákonem ze dne 3. dubna 1919  požádal o změnu příjmení na Kulmburg pro sebe a své děti.
Vojenská kariéra Wilhelma Dworzaka von Kulmburg v datech
Pěší pluk č. 54 (Infanterie Regiment Nr. 54):
poručík 8. 8. 1883 
nadporučík 1. 11.1888
setník II. třídy 1. 5.1895
setník I. třídy 1. 5.1897
Pěší pluk č. 87 (Infanterie Regiment Nr. 87):
major 1. 5.1908
podplukovník 1. 5.1912
Pěší pluk č. 81 (Infanterie Regiment Nr. 81):
převelen ?.? 1913
Domobranecký pěší pluk č. 29 (Landsturm Infanterie Regiment Nr. 29):
převelen 28. 7. 1914
plukovník 1. 11. 1914
Pěší pluk č. 83 (Infanterie Regiment Nr. 83)
převelen 1. 1. 1915 
Pěší pluk č. 40 (infanterie Regiment Nr. 40)
převelen 11. 1. 1915
Velitel doplňovacího praporu IR 51 28. 10. 1915
Velitel doplňovacího praporu IR 14? 4. 12. 1915
Velitel doplňovacího praporu IR 54. červenec 1916
Penzionován 1. 8. 1916
Celkem: 33 let vojenské služby.  

#### Tažení a zásluhy
1914 boje v Haliči (ofenzíva severně od Visly, bitva u Opole)
1915 boje v Karpatech (údolí řeky Laborec), ofenzíva proti Přemyšlu a Lublinu

#### Vyznamenání a medaile
Vojenská jubilejní medaile 1898 (Militär-Jubiläumsmedaile 1898), Vojenský jubilejní kříž 1908 (Militär-Jubiläumskreuz 1908), Mobilizační kříž 1912/13 (Mobilisierungkreuz 1912/13), 
Železný kříž II. třídy (Eisernes Kreuz II. Klasse), Řád železné koruny III. třídy s válečnou dekorací (Orden der Eisernen Krone III. klasse mit Kriegsdecoration)  

#### Rodina, děti
Wilhelm Dworzak von Kulmburg se oženil 22. února 1897 v Budapešti s Hermínou dcerou dvorního rady Rudolfa Henische.
- Wilhelm (* 14. 12. 1897 Těšín,  † 20. 5 1898 Těšín)
- Erich (* 6. 6. 1899 Těšín - † listopad 1900 Olomouc)
- Ernst (* 27. 5. 1900 Těšín - † 1945)
- Erwin (* 18. 8. 1903 Olomouc, † 31. 5. 1984 Linec)

### Rudolf Dworzak von Kulmburg
Rudolf Dworzak von Kulmburg (18. 9. 1863 Olomouc – 20. 2.1937 Vídeň) byl také důstojníkem z povolání, ale nesloužil u pěchoty jako většina důstojníků z rodiny Dworzak von Kulmburg. Rozhodl se pro službu u válečného námořnictva. Vystudoval námořní akademii (k.u.k. Marienakademie), která do roku 1918 sídlila v přístavu Fiume (dnes Rijeka). Akademii absolvoval s dobrým prospěchem a byl z ní vyřazen v roce 1882 jako devatenáctý z 28 absolventů v hodnosti námořního kadeta 2. třídy (Seekadett 2. Klasse). Potom až do roku 1898 sloužil na různých lodích rakousko-uherského válečného námořnictva. Službu na válečných lodích končil v hodnosti poručíka řadové lodi 1. třídy (Linienschiffsleutenant 1. Klasse). Dne 21. srpna 1898 byl převelen jako pobočník do přístavního admiralátu (Hafenadmiralat) v Pule.  Byla to odměna za vzornou službu. V administrativní pozici u vojenského úřadu se velmi osvědčil, v roce 1911 měl hodnost korvetního kapitána (Korvetenkäpitan)  a byl ředitelem kanceláře přístavního admiralátu. Tuto kancelář řídil i během první světové války v hodnosti fregatního kapitána (Fregattenkapitän). Z aktivní služby jej vyřadila automobilová nehoda, z jejíchž následků se v roce 1915 léčil jeden měsíc. V dubnu 1917 z vlastní iniciativy požádal o přešetření zdravotního stavu, byl uznán invalidou  a odešel do penze. Za jeho služby mu byl udělen rytířský kříž řádu Františka Josefa s válečnou dekorací. Po skončení války žil se svou manželkou ve Vídni.

#### Udělená vyznamenání a medaile
Vojenská jubilejní medaile 1898 (Militär-Jubiläumsmedaile 1898), Vojenský jubilejní kříž 1908 (Militär-Jubiläumskreuz 1908), Mobilizační kříž 1912/13 (Mobilisierungkreuz 1912/13), Vojenský služební odznak III. třídy pro důstojníky (Militärdienstzeichen III. Klasse für Offiziere), 1917 rytířský kříž řádu Františka Josefa s válečnou dekorací (Ritterkreuz der Kaiserlich-Österreichische Franz-Joseph-Orden mit Kriegsdecoration).  

#### Vojenská kariéra
námořní kadet 2. třídy (Seakadett II. Klasse) 1.7. 1882
námořní kadet 1. třídy 19.4. 1885
praporčík řadové lodi (Linienschiffsfähnrich) 1.4. 1887
poručík řadové lodi 2. třídy (Linienschiffsleutenant 2. Klasse) 1.5. 1893
poručík řadové lodi 1. třídy (Linienschiffsleutenant 1. Klasse) 1.11. 1897
převelen do Marinelokalanstellung v Pule 1.9. 1898
pobočník velitele vojenského přístavu v Pule 1898
pobočník vojenského oddělení Přístavního admiralátu 1902
Kapitán korvetní (Korveten-Käpitan) 1.11. 1909
Kapitán fregatní (Fregatten-Kapitän) 1.11 1913
penzionován 31. 3. 1917
Celkem: 35 let vojenské služby

#### Rodina, děti
V roce 1916 obdržel povolení ke sňatku se Santou Zohigl, vzal si ji 11. ledna 1917.
- Elfriede (* 1899 Pula, † 1905 Pula)

### Richard Dworzak von Kulmburg
Richard Dworzak von Kulmburg (27. 10. 1868 Skalica –8. 12.1941 Bad Ischl)
Vystudoval stejné vojenské školy jako jeho o šest let starší bratr Wilhelm. Tereziánskou vojenskou akademii ve Vídeňském Novém Městě absolvoval s velmi dobrým prospěchem a byl z ní vyřazen v hodnosti poručíka dne 18. srpna 1888 jako druhý z ročníku. Jeho vojenská kariéra se velmi podobala vojenské kariéře staršího bratra Wilhelma. Byl velmi dobrý střelec a opakovaně působil jako střelecký instruktor v armádní střelecké škole (k.u.k. Armeeschießschule) v Bruck an der Leitha. Od roku 1906 sloužil u pěšího pluku č. 41, který měl posádku v Černovicích, které byly hlavním městem habsburské korunní země Bukoviny. Po vypuknutí první světové války bojoval proti Rusům v Haliči  v hodnosti podplukovníka. Na jaře roku 1915 byl zajat jako podplukovník domobraneckého pěšího pluku č. 22  a byl až do roku 1918 vězněn na Sibiři v zajateckém táboře Nikolsk-Ussurijsk u Vladivostoku. Do vlasti se vrátil  zřejmě až v červnu 1918, protože v seznamech válečných ztrát ze dne 10. června 1918 je uvedeno, že se jako podplukovník pěšího pluku č. 41 vrátil do Rakousko-Uherska v rámci výměny zajatců. Dalších bojů se účastnil jako velitel pluku v jižním Tyrolsku a potom na západní frontě ve Francii u Verdunu. Penzionován byl v roce 1919 a usadil se stejně jako jeho bratr Wilhelm v Linci. Také on požádal o změnu příjmení na Kulmburg pro sebe a své děti. Jeho největší celoživotní zálibou bylo sbírání motýlů. Část své sbírky po skončení první světové války věnoval Přírodovědeckému museu ve Vídni (Naturhistorische Museum). V této části sbírky objevil prof. dr. Rebel nový druh motýla, který byl na počest Rudolfa Dworzaka von Kulmburg pojmenován Acrosphalia Kulmburgi. 

#### Vojenská kariéra
Pěší pluk č. 54 (Infanterie Regimen Nr. 54):
poručík 1. 9.1888
nadporučík 1. 5. 1892
setník II. třídy 1. 5. 1900
setník I. třídy 1. 5. 1902
Pěší pluk č. 41 (Infanterie Regiment Nr. 41):
převelen 16. 10. 1906
major 1. 11. 1911
podplukovník 1. 11. 1914
zajetí v Rusku 1915–1918
plukovník 1. 5. 1917
penzionován 1919
Celkem: 31 let vojenské služby.

#### Tažení a zásluhy
1914–1915 boje v Haliči
1918 boje v jižním Tyrolsku, Verdun ve Francii

#### Udělené vyznamenání a medaile
Řád železné koruny III. třídy s válečnou dekorací a meči (Orden der Eisernen Krone III. klasse mit Kriegsdecoration mit Schwerter), Vojenský záslužný kříž III. stupně s válečnou dekorací a meči (Militärverdienst Kreuz III. Klasse mit Kriegsdecoratin mit Schwerter), Vojenský záslužný kříž III. třídy (Militärverdienst Kreuz III. Klasse), Vojenský služební odznak III. třídy pro důstojníky (Militärdienstzeichen III. Klasse für Offiziere), Vojenská jubilejní medaile 1898 (Militär-Jubiläumsmedaile 1898), Vojenský jubilejní kříž 1908 (Militär-Jubiläumskreuz 1908), Mobilizační kříž 1912/13 (Mobilisierungkreuz 1912/13).

#### Rodina, děti
Richard Dworzak von Kulmburg se oženil 24. listopadu 1894 v Olomouci s Fridou (* 6. 3. 1873 Olomouc) dcerou obchodníka z Olomouce a císařského rady Clemense Jurenky.  
- Rudolf (* 6.11. 1895, Olomouc; † 8.6.1985 Salzburg)
- Richard (* 27.6. 1897, Olomouc; † 15.8. 1918 poblíž italského města Feltre)[16]
- Frieda (* Olomouc 28.5. 1899, † Olomouc 3.11. 1899)
- Elisabeth (* Olomouc 30.3. 1902)
- Ida (* Olomouc 8.10. 1903)
- Otto (* Olomouc 15.2. 1905, † Olomouc 14.4. 1905)
- Olga (* Černovice 22.6. 1907, † Olomouc  28.2. 1918)

### Edmund Dworzak von Kulmburg
Edmund Dworzak von Kulmburg (18. 2. 1876 Stockerau – 30. 11. 1958 Wiesloch) se jako jediný ze synů Rudolfa Dworzaka nestal důstojníkem z povolání. V roce 1913 se živil jako poštovní oficiál, po vzniku samostatného Československa zůstal v Olomouci a pracoval jako poštovní tajemník. V roce 1945 byla rodina Edmunda Dworzaka z Olomouce odsunuta železničním transportem do okolí Mnichova, kde žili a pracovali do roku 1952. Potom se přestěhovali do Hünfeldu v Hesensku.

#### Rodina, děti
Edmund Dworzak von Kulmburg se oženil 6. února 1905 v Olomouci s Marií, rozenou Albrecht. 
- Irmgard  (* 11.7. 1905 Olomouc, † 8.11.1975)
- Erna (* 7.5. 1907 Olomouc)
- Hildegard (* 17.6. 1908 Olomouc)
- Herbert (* 24.10. 1910 Olomouc, † 2006 Marburg)
- Wilhelm (* 27.2. 1912 Olomouc)
- Elisabeth (* 6.9. 1919 Olomouc, † 27.8.1991 Eichstät)
- Walter (* 5.6. 1922 Olomouc, † 2015)

### Ludmilla Dworzak von Kulmburg
Ludmilla Dworzak von Kulmburg (15. 6. 1878 Stockerau – 21. 4. 1971 Linz) se provdala 27. června 1899 v Olomouci za Paula Cäsara.
- Getrud (* 2.9.1902 Olomouc)
- Edith (* 23.1.1905 Olomouc, † 3.9.1972 Linz)
- Ilse (* 17.10.1906 Dornbirn, † 5.10.1972 Linz)

### Wilhelm Dworzak von Kulmburg
Wilhelm Dworzak von Kulmburg (* 27. 2. 1912 Olomouc) se oženil 29. 3. 1941 v Kravařích s Gertrudou Helenou (* 24. 9. 1919 Kouty), dcerou obecního tajemníka Emila Rudolfa Jürgense.

## Archivní prameny
- Österreichische Staatsarchiv Wien, Allgemeines Verwaltungsarchiv, Adelsarchiv, Josef Dworzak, Adelstand (von Kulmburg) 1840.
- Österreichische Staatsarchiv Wien, Kriegsarchiv, Personalunterlagen, Qualifikationslisten (1869–1918), 520 Dworan – Dworzak.
- Österreichische Staatsarchiv Wien, Kriegsarchiv, Neues Marine Archiv, Qualifikation list Dworžak von Kulmburg Rudolf.
- Österreichische Staatsarchiv Wien, Kriegsarchiv, Personal Akten des BO Lt. v. Dworzak.
- Vojenský historický archiv Praha, posádka Olomouc, matriky narození 1885–1904.